# Fine Young Cannibals
Fine Young Cannibals (FYC) fue una banda británica de pop rock formada en Birmingham (Inglaterra), en 1984, por el bajista David Steele, el guitarrista Andy Cox (ambos exintegrantes de The Beat), y el cantante Roland Gift (exintegrante de Akrylykz). Su álbum debut homónimo de 1985 contenía los temas Johnny Come Home y una versión de Suspicious Minds de Elvis Presley. Dos canciones que se ubicaron entre los 40 mayores éxitos en el Reino Unido, Canadá, Australia y muchos países europeos. Su álbum de 1989, The Raw & the Cooked, encabezó las listas de álbumes del Reino Unido, EE. UU., Australia y Canadá, y contenía sus dos números uno de Billboard Hot 100 : She Drives Me Crazy y Good Thing.
En 1990, la banda ganó dos Brit Awards: Mejor Grupo Británico y Mejor Álbum Británico (por The Raw & the Cooked). Su nombre proviene de la película de 1960 All the Fine Young Cannibals, protagonizada por Robert Wagner y Natalie Wood.

## Comienzos
El grupo se formó en 1984 en Birmingham, Reino Unido, tras disolverse un grupo de cierto éxito llamado The Beat, dos de sus integrantes, Cox y Steele deciden emprender esta nueva aventura musical. 
El álbum debut de la banda vio la luz en 1985, de él se extrajeron dos sencillos, que fueron un éxito en Inglaterra, los sencillos titulados "Johnny Come Home" y un cover de Elvis Presley "Suspicious Minds".
Fine Young Cannibals aparecen como la banda sonora de la comedia de 1987, Tin Men, ambientada en Baltimore, Maryland en 1963. Cox y Steele publicaron un sencillo bajo el nombre de Two Men, a Drum Machine and a Trumpet en 1988, titulado "Tired Of Getting Pushed Around", que alcanzó el puesto #18 en el UK Singles Chart y fue muy popular en los U.S. Dance chart. 
Durante este tiempo, Gift participó en la película de Sammy and Rosie Get Laid.
Sus mayores éxitos fueron "She Drives Me Crazy" y "Good Thing", extraídos del álbum de 1989 The Raw & The Cooked. Ambos alcanzaron el número uno en las listas de EUA. The Raw & the Cooked incluyó tres canciones que la banda había grabado para Tin Men (incluido "Good Thing"), y su versión de los Buzzcocks "Ever Fallen in Love (With Someone You Shouldn't've)" grabado para la película Something Wild. 
Fine Young Cannibals se separó en 1992, aunque brevemente regresó al estudio en 1996 para grabar un nuevo sencillo, "The Flame", que vendría a completar su recopilación de grandes éxitos, ocupando uno de los mejores puestos ese mismo año. 
Roland Gift reactivó el nombre y la banda realizó una gira en el 2000 como Gift Roland y Fine Young Cannibals, lanzando su primer álbum solista en 2002.
Sus éxitos más importantes en Europa y en los charts de Estados Unidos fueron "Johnny Come Home", "She Drives Me Crazy", "Good Thing" y "Don't Look Back".

## Discografía
- 1985: Fine Young Cannibals
- 1989: The Raw & The Cooked
- 1990: The Raw And The Remix
- 1996: The Finest
- 2006: The Platinum Collection